# Tentkheta
Tentkheta o Tanetkheta (Tɜ-nt-ḫtɜ) va ser una reina egípcia de la XXVI Dinastia. Era l'esposa del rei d'Amosis II.
Tentkheta va ser una de les esposes conegudes pel faraó Amosis II. Era filla d'un sacerdot de Ptah anomenat Padineit. Era la mare del fill d'un rei anomenat Khnum-ib-Re i la mare del faraó Psamètic III. Tentkheta tenia els títols d'Esposa del Rei (hmt nswt) i Supervisora dels afers de la casa de l'acàcia (khrp seshmtiw shendjet).